# 多奈波太神社
多奈波太神社（たなばたじんじゃ）は、愛知県名古屋市北区金城四丁目に鎮座する神社。『延喜式神名帳』の尾張国山田郡「多奈波太神社」に比定されている。

## 歴史
江戸期まで天道と称されていた。戦国期の織田信長による焼き討ちで社殿とともに伝書などを焼失したと伝わり、創建年は不詳である。江戸前期成立の『寛文村々覚書』には「田幡村...天道...備前検除」とある。名古屋城築城の際、替地によって現在地に遷座したとも伝わる。津田正生によると、古くは「御深井の郭内」（現在の名城公園内か）という地にあったというが、江戸後期には旧地は忘れ去られていたという。
江戸時代には名古屋東照宮の管理下に置かれ、寛永年間には尾張藩により新たに社殿が建てられた。旧暦七月七日の例祭には藩主が訪れ、一般民衆にも垣内参詣が許されたといい、当時の様子は『尾張名所図会』に描かれるなど、多くの記録が残る。
江戸中期に『延喜式神名帳』の尾張国山田郡「多奈波太神社」に比定されて以降、定説となった。当社が多奈波太神社に比定された理由は、所在地が春日井郡田幡村であり村名と社名が類似していることによる。多奈波太神社を小幡村の三社明神に比定する説もあったが、『尾張志』をはじめ江戸期の地誌は一致して当社を多奈波太神社としている。平安末期成立の『尾張国内神名帳』には「山田郡...従三位上 桁幡天神」とあり、中世初期には桁幡天神とも呼ばれたらしい。
明治時代になって近代社格制度が実施されると八幡社として村社となり、大正11年（1922年）には指定村社となった。第二次世界大戦の際には神社の敷地に高射砲陣地が置かれ、「七夕の森」と呼ばれた鎮守の森の多くが切り払われた。名古屋城天守閣が失われた昭和20年（1945年）5月14日の名古屋大空襲で社殿を焼失。現在の社殿は昭和39年（1964年）に再建されたものである。

## 祭神
- 天之多奈波太姫命（織女）
- 天照皇大神
- 応神天皇
- 大山津見命
- 大己貴命
- 素盞嗚神

## 境内社
- 金刀比羅社
- 八幡社
- 津島社
- 山神社

## 祭事
※ 毎月7日 - 月次祭
- 1月1日 - 元旦祭
- 1月14日 - 左義長祭
- 3月7日 - 祈念祭
- 7月7日 - 茅輪祭
- 8月7日 - 例大祭
- 10月7日 - 祈願祭
- 12月7日 - 新嘗祭
- 12月30日 - 大祓祭

## アクセス
- 名古屋市営地下鉄名城線 - 名城公園駅 2番出口から徒歩で約10分。
- 名古屋市営バス - 栄11・栄25系統「城北橋」下車、徒歩で約5分。